# Gimnàstica als Jocs Olímpics
La gimnàstica és un esport que forma part del programa oficial dels Jocs Olímpics des dels Jocs Olímpics d'Estiu de 1896 celebrats a Atenes (Grècia) i sempre n'ha format part. En els Jocs Olímpics d'Estiu de 1928 celebrats a Amsterdam (Països Baixos) es permeté la participació de les dones.
En els Jocs Olímpics d'Estiu de 1984 realitzats a Los Angeles (Estats Units) s'inicià la competició en gimnàstica rítmica i en els Jocs Olímpics d'Estiu del 2000 realitzats a Sydney (Austràlia) la competició en trampolí.
Els grans dominadors d'aquest esport són la Unió Soviètica (i des de la seva desaparició Rússia), els Estats Units, Japó, la República Popular de la Xina i Romania.

## Medaller
inclou els resultats de les tres competicions de gimnàstica
Actualitzat a 2020
| Posició | País                   | Or  | Plata | Bronze | Total |
| 1       | Unió Soviètica         | 72  | 67    | 43     | 182   |
| 2       | Estats Units           | 39  | 44    | 37     | 120   |
| 3       | Japó                   | 33  | 34    | 36     | 103   |
| 4       | R.P. de la Xina        | 29  | 21    | 19     | 69    |
| 5       | Romania                | 25  | 20    | 26     | 71    |
| 6       | Suïssa                 | 16  | 19    | 14     | 49    |
| 7       | Hongria                | 15  | 11    | 14     | 40    |
| 8       | Itàlia                 | 14  | 6     | 9      | 29    |
| 9       | Alemanya               | 13  | 12    | 13     | 38    |
| 10      | Txecoslovàquia         | 12  | 13    | 10     | 35    |
| 11      | Rússia                 | 10  | 15    | 19     | 44    |
| 12      | Equip Unificat         | 9   | 5     | 4      | 18    |
| 13      | Finlàndia              | 8   | 5     | 12     | 25    |
| 14      | RDA                    | 6   | 13    | 17     | 36    |
| 15      | Ucraïna                | 5   | 3     | 4      | 12    |
| 16      | Grècia                 | 5   | 3     | 3      | 11    |
| 17      | Iugoslàvia             | 5   | 2     | 4      | 11    |
| 18      | Suècia                 | 5   | 2     | 1      | 8     |
| 19      | França                 | 3   | 10    | 9      | 22    |
| 20      | Regne Unit             | 3   | 3     | 10     | 16    |
| 21      | Països Baixos          | 3   | 0     | 0      | 3     |
| 21      | Corea del Nord         | 3   | 0     | 0      | 3     |
| 23      | Corea del Sud          | 2   | 4     | 5      | 11    |
| 24      | Brasil                 | 2   | 3     | 1      | 6     |
| 25      | Bulgària               | 2   | 2     | 6      | 10    |
| 26      | ROC                    | 2   | 2     | 4      | 8     |
| 27      | Espanya                | 2   | 2     | 1      | 5     |
| 28      | Dinamarca              | 1   | 2     | 1      | 4     |
| 28      | Noruega                | 1   | 2     | 1      | 4     |
| 30      | Polònia                | 1   | 1     | 2      | 4     |
| 31      | Bèlgica                | 1   | 1     | 1      | 3     |
| 31      | Equip Alemany Unificat | 1   | 1     | 1      | 3     |
| 33      | Letònia                | 1   | 1     | 0      | 2     |
| 34      | Canadà                 | 1   | 0     | 0      | 1     |
| 34      | Israel                 | 1   | 0     | 0      | 1     |
| 36      | Croàcia                | 0   | 2     | 0      | 2     |
| 37      | Xina Taipei            | 0   | 1     | 0      | 1     |
| 38      | Belarús                | 0   | 0     | 4      | 4     |
| 39      | Armènia                | 0   | 0     | 1      | 1     |
| 39      | Turquia                | 0   | 0     | 1      | 1     |
| 39      | Uzbekistan             | 0   | 0     | 1      | 1     |
| 39      | RFA                    | 0   | 0     | 1      | 1     |
| Total   | Total                  | 351 | 332   | 335    | 1018  |